# یروانداشات (شهر باستانی)
یروانداشات یا اَروَندشاد (ارمنی: Երվանդաշատ) یک شهر ارمنی‌نشین و یکی از ۱۳ پایتخت تاریخی ارمنستان بود و در بین سال‌های ۲۱۰ تا ۱۷۶ پیش از میلاد پایتخت دودمان اروندی بوده‌است. این شهر در حدود سال ۲۱۰ پیش از میلاد توسط «اورونتس چهارم» آخرین پادشاه دودمان اروندی بنیان‌گذاری شد. یروانداشات نزدیک به تلاقی رودهای ارس و آخوریان قرار داشت، بین روستاهای امروزی‎ یروانداشات و  باگاران در جمهوری ارمنستان.